# Cai Xiang
En aquest nom xinès, el cognom és Cai.

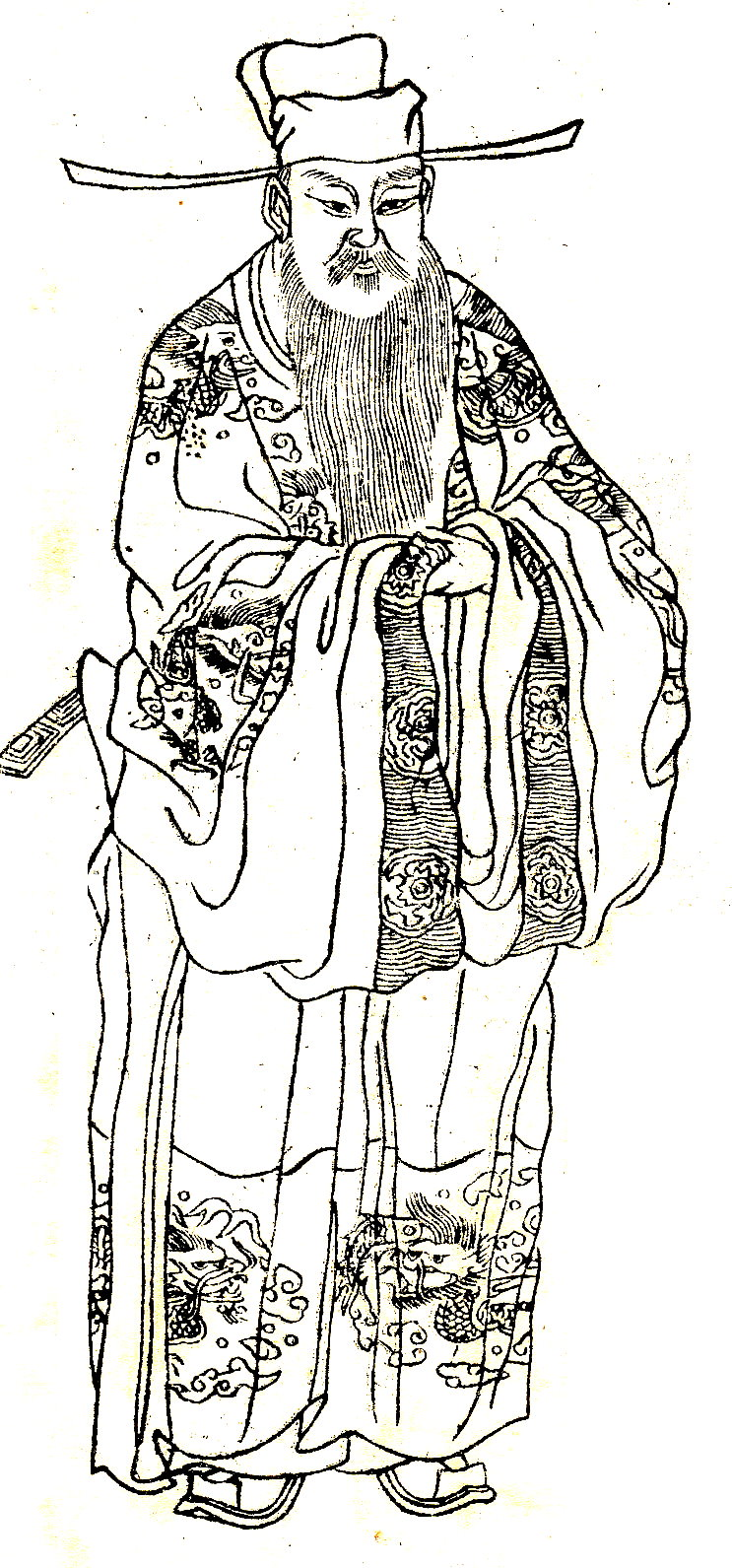
Cai Xiang

Cai Xiang (xinès tradicional: 蔡襄, xinès simplificat: 蔡襄, pinyin: Cài Xiāng, Wade-Giles: Ts'ai Hsiang) (1012–1067) va ser un cal·lígraf, estudiós, oficial administratiu, enginyer estructural, i poeta xinès. Cai Xiang tenia la reputació com el millor cal·lígraf de la dinastia Song.

## Vida
El nom estilitzat de Cai Xiang era Junmo (君谟), i el seu nom a títol pòstum era Zhonghuei. Ell va néixer en el regnat Xiangfu de la Dinastia Song en Xianyou (仙游) comtat de la prefectura Xinghua (兴化), ara Comtat Xianyou en Putian de la Província Fujian.
Durant el regnat Chingli (1042–1048 CE), Cai Xiang va ser el Delegat de Transports (Zhuanyunshi) en Fujian. Mentre que en qualitat de prefecte en Fujian, ell també estava a càrrec de supervisar la construcció del Pont Wan-an a Quanzhou. En Tiansheng el vuitè any (1030 CE) Cai Xiang obtingué el grau de jinshi. El seu rang més alt va ser el Duanmingdian Xueshi, (secretariat Redactor de la Cort Duanming) a càrrec de la comunicació escrita del govern imperial.
Va ser pioner en la fabricació de petits Pastissos de Te d'Homenatge al Drac de qualitat superior, puix tenien fama de ser més difícils d'obtenir que l'or. En la seva Anotació del Te escrita entre el 1049 i el 1053, va criticar el mètode tradicional de petita quantitat de barreja de càmfora Dryobalanops aromatica a la coca del te.
"El te té una aroma intrínseca. Però als fabricants de te d'homenatge els agrada barrejar una petita quantitat de càmfora Dryobalanops aromatica, suposadament per millorar l'aroma. La població local de Jian'an mai en mescla cap encens en el te, per por a llevar-li l'aroma natural del te".
"El te avorreix l'encens".

## Treballs de Cai Xiang
- Cal·ligrafia: Informe de Llistó del Pont Wan'an
- Poesia: Obres de Cai Zhonghuei
- Assaig: Anotació del Te (1049–1053)
- Carta: Carta sobre el paper a Cheng Xin Tang

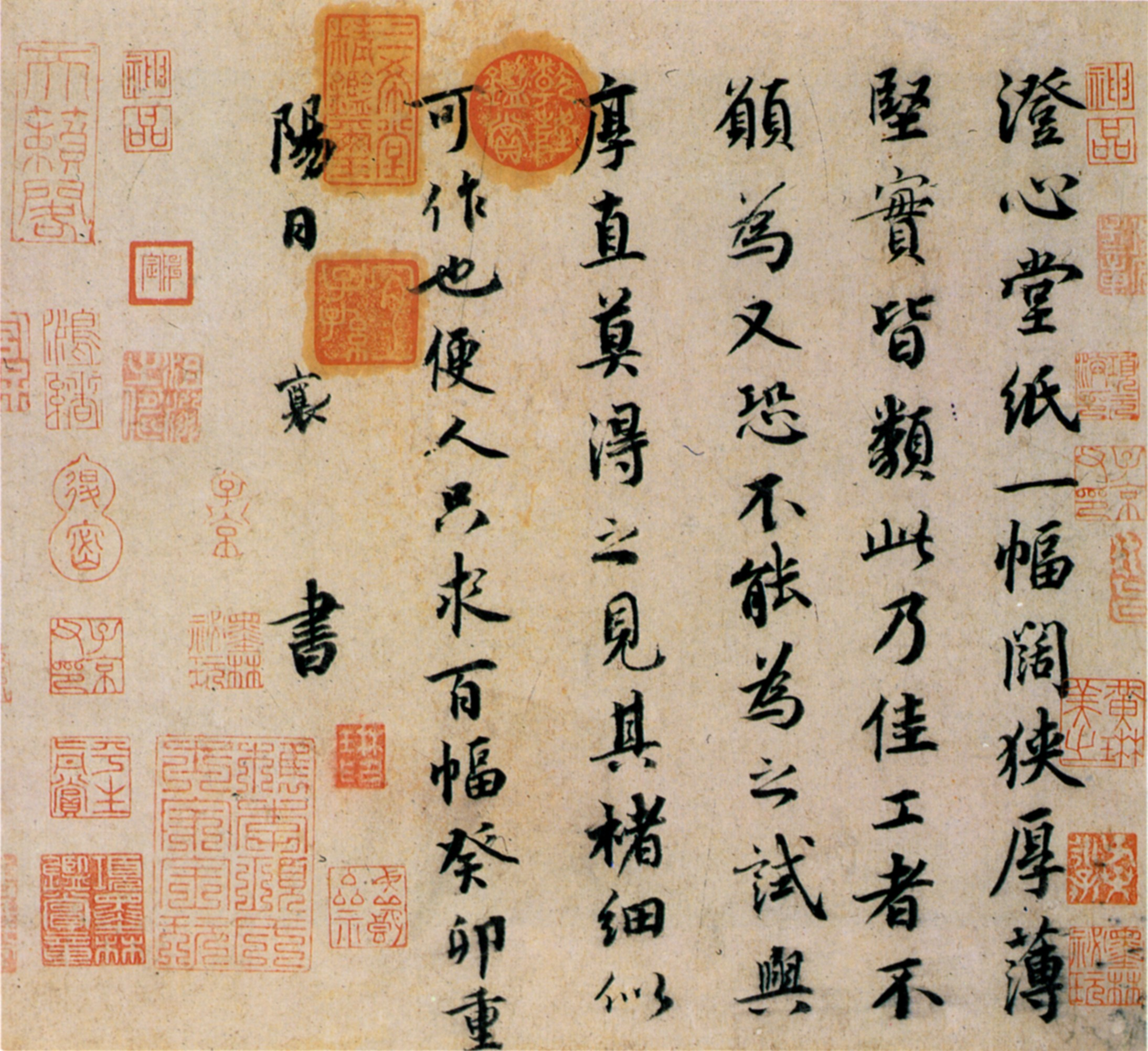
Carta sobre el Paper a Cheng Xin Tangr (求澄心堂纸尺牘), Cai Xiang, Museu Nacional del Palau, Taipei